# Lars Jørgen Madsen
Lars Jørgen Madsen (19 de julio de 1871 - 1 de abril de 1925) fue un tirador de rifle danés que compitió en el siglo XX en tiro con rifle. Él participó en los Juegos Olímpicos de París 1900 y ganó una medalla de oro en la clasificación de Rifle Militar. Veinte años más tarde, ganó otra medalla de oro, en el caso de Rifle en Equipo Militar. Fue uno de los dos únicos competidores daneses en ganar cinco medallas olímpicas.